# Paragobiodon echinocephalus
Paragobiodon echinocephalus är en fiskart som först beskrevs av Rüppell, 1830.  Paragobiodon echinocephalus ingår i släktet Paragobiodon och familjen smörbultsfiskar. Inga underarter finns listade i Catalogue of Life.